# Галенков Денис Ігорович
Дени́с І́горович Галенко́в (нар. 13 листопада 1995, Дніпропетровськ, Україна) — український футболіст, правий вінгер львівських «Карпат».

## Клубна кар'єра
Вихованець дніпровського футболу. У сезоні 2013/14 грав у юнацькій команді «Дніпра», де забив 7 голів у 24 матчах. 
Улітку 2014 року перейшов в «Олімпік». У цій команді в сезоні 2014/15 зіграв 22 матчі в молодіжному складі, забив 9 голів. 30 травня 2015 року у грі проти «Іллічівця» дебютував у Прем'єр-лізі: Галенков вийшов у стартовому складі й у другому таймі був замінений на Володимира Дороніна. Разом із Галенковим у цьому матчі дебютував ще один «олімпієць» — Євгеній Цимбалюк. Раніше обидва ці футболісти потрапляли в заявку на кубковий матч проти київського «Динамо». 
У липні 2016 року перейшов у чернігівську «Десну». У сезоні 2016/17 разом з командою став срібним призером Першої ліги. Згідно з регламентом «Десна» повинна була перейти в Прем'єр-лігу, однак їй було відмовлено в атестації, і наступний сезон команда знову почала в Першій лізі.
У березні 2018 року Галенков підписав новий контракт з «Десною» строком на 2,5 року, після чого на правах оренди до кінця сезону перейшов в інший клуб першої ліги «Суми», для отримання ігрової практики. «Суми» в той час перебували в зоні вильоту, проте до старту весняної частини сезону вийшли зі значно зміненим складом й новим тренерським штабом. У першому матчі команда з участю Галенкова здобула перемогу з рахунком 4:0 над представником групи лідерів, харківським «Геліосом». У виїзному матчі з «Полтавою», що претендувала на вихід у Прем'єр-лігу, «Суми» виграли з рахунком 2:1. Галенков у цій грі забив гол і заробив штрафний удар, з якого був відкритий рахунок. Загалом зіграв з клубам 7 матчів у чемпіонаті і забив 1 гол, зайнявши 11 місце, після чого повернувся в «Десну», що кваліфікувалась у Прем'єр-лігу.